# スターと対抗! 家族カウントダウン
『スターと対抗! 家族カウントダウン』（スターとたいこう かぞくカウントダウン）は、1988年10月2日から1989年4月16日までフジテレビで放送されたバラエティ番組である。放送時間は毎週日曜 12:00 - 12:55 （日本標準時）。

## 概要
スターの家族と視聴者の家族がクイズやゲームで競っていた視聴者参加型番組。司会は逸見政孝と中尾ミエが務めた。
優勝チームには、日本航空が主催する旅行を賭けて、「ハワイ旅行」「国内旅行」「ハズレ（旅行の景品なし）」のいずれかの垂れ幕が入った3つのくす玉の中から1つを割るゲームに挑戦し、割ったくす玉に入った垂れ幕に書かれた内容に沿った景品が贈られた。
司会の逸見は、この番組の最終回をもってフジテレビ日曜正午枠の番組司会から退いた。

## 審査員
逸見は審査員のことを「谷さん一家」と呼び、番組を進行した。
- 谷啓
- 田辺靖雄
- 九重佑三子
- 田辺晋太郎
- 麻田華子
- ほか

| フジテレビ 日曜12:00枠                                                | フジテレビ 日曜12:00枠                                             | フジテレビ 日曜12:00枠                                        |
| 前番組                                                                | 番組名                                                             | 次番組                                                        |
| --------------------------------------------------------------------- | ------------------------------------------------------------------ | ------------------------------------------------------------- |
| いつみ・加トちゃんのWA-ッと集まれ!! （1988年4月17日 - 1988年9月25日） | スターと対抗! 家族カウントダウン （1988年10月2日 - 1989年4月16日） | クイズ! 加トちゃんの1! 2! 3! （1989年5月7日 - 1990年1月21日） |